# Charles Alexander Lesage
Pour l’article homonyme, voir Lesage.
Charles Alexander Lesage (25 février 1843-15 mai 1893) est un médecin et homme politique fédéral du Québec.

## Biographie
Né à Bécancour dans le Canada-Est, il fait ses études en médecine à l'Université Laval de Québec.
Élu député du Parti conservateur dans la circonscription fédérale de Dorchester en 1882, il est défait en 1887 par le nationaliste conservateur Henri-Jules Juchereau Duchesnay